# Clifton Hampden
Clifton Hampden – miejscowość w Wielkiej Brytanii w Anglii, położona w hrabstwie Oxfordshire nad rzeką Tamizą.
Clifton Hampden (dawniej zwane po prostu Clifton, dodatek Hampden pochodzący od nazwiska właścicieli miejscowości pojawił się w XVIII w.) stanowiło przez wieki dogodny punkt przepraw przez Tamizę. Istniało już w średniowieczu, gdy wzniesiono istniejący do dzisiaj kościół pod wezwaniem św. Michała i Aniołów (zbudowany nie później niż w końcu XII w., przebudowany w XIX w.). W połowie XIX w., gdy regulowano Tamizę i budowano sieć śluz (co spowodowało podniesienie poziomu wody w rzece), zbudowany został tutaj most na Tamizie (1864 r.; jego projektantem był George Gilbert Scott).
Wieś opisał Jerome K. Jerome w powieści Trzech panów w łódce (nie licząc psa), chwaląc m.in. istniejący do dzisiaj zajazd The Barley Mow.